# آناگنوریسما چمرانی
آناگنوریسما چمرانی (نام علمی: Anagnorisma chamrani) گونه‌ای از شب پره‌های تیره شاپرکان جغدی، زیرخانواده Noctuinae است.
این گونه در رشته‌کوه بینالود در استان خراسان رضوی در ناحیه شمال شرقی کشور ایران زندگی می‌کند.
نام علمی این گونه به افتخار مصطفی چمران، فیزیک‌دان و فعال جنگی اهل ایران، نام‌گذاری شد.